# Famicom Basic
Famicom BASIC eller Family BASIC var ett tillbehör till Famicom och tillika en dialekt av BASIC. Med Famicom BASIC kunde användaren skriva egna program och spel till konsolen. Tillbehöret kom med en spelkassett, manualer och ett tangentbord — "Famicom BASIC Keyboard". Tillbehöret gavs ut i samarbete av Nintendo, Hudson Soft och Sharp den 21 juni 1984. Det släpptes bara i Japan.

## Famicom Data Recorder
Med hjälp av Famicom Data Recorder kunde de program användaren skrivit sparas till kassett på samma sätt som på Commodore 64.

## Andra regioner
När Famicom BASIC släpptes fanns det planer på att släppa tillbehöret i USA till NES men Nintendo bestämde att de inte skulle marknadsföra NES:en som en hemdator.